# Hans von Chamier Glisczinski

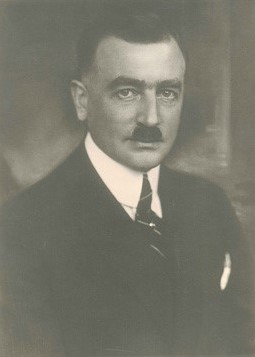
Hans von Chamier Gilsczinski

Hans von Chamier Glisczinski (* 27. Juli 1884 in Straßburg, Deutsches Reich; † 27. Juni 1970 in Kleve) war ein deutscher Verwaltungsjurist, Zeitungsverleger und Zentrumspolitiker.

## Leben
Chamier Glisczinski entstammte pommerellischem Adel, hier der ersten Familienlinie Groß Glisno. Die Eltern waren der Intendanturrat Vincent von Chamier Glisczinski (* 1846; † 1935) und Therese Hoffmann. Die Mutter wohnte als Witwe in Freiburg/Breisgau. Chamier Glisczinski hatte noch zwei Schwestern.
Er kämpfte im Ersten Weltkrieg und war danach bis März 1919 interniert. In der Weimarer Republik war er von 1920 bis 1925 Landrat des Kreises Monschau, von 1926 bis 1929 Landrat des Landkreises Düsseldorf und von 1929 bis 1932 Landrat des Landkreises Grevenbroich-Neuß. Am 4. Oktober 1932 wurde Chamier Glisczinski Vizeregierungspräsident von Erfurt, im August 1933 jedoch von den Nationalsozialisten in den einstweiligen Ruhestand versetzt. 1934 wechselte er ins Verlagswesen und übernahm den Verlag Fredebeul und Koenen, zu dem die Kölnische Volkszeitung und die Essener Volkszeitung gehörten.
Er war seit seinem Studium Mitglied der katholischen Studentenverbindung KStV Ottonia München im KV.
Bereits 1921 heiratete Hans von Chamier Glisczinski in Kray bei Essen Maria Eischenscheidt, sie hatten eine Tochter und drei Söhne. Ende der 1930er Jahre lebte die Familie in Dessau.

## Schriften
- Sind die Entscheidungen des preussischen Heroldsamtes für die Strafgerichte bindend. Inaugural-Dissertation. Verlag R. Noske, 1913.
- Der Landkreis Düsseldorf und die Neugliederung der Verwaltungsbezirke des Regierungsbezirks Duesseldorf. Schwann Verlag, Düsseldorf 1928.

Namensvetter
- In Kamerun : Reise- und Expeditionsskizzen eines ehemaligen Schutztruppenoffiziers. Reimar Hobbing, Berlin 1925.
- Leben und Sterben um Afrika. Anton, Leipzig 1938, 2. neubearb. Aufl. v. "Helden in Afrika" von Wilhelm Langheld.